# Universiteit van Las Palmas de Gran Canaria
De Universiteit van Las Palmas de Gran Canaria (Spaans: Universidad de Las Palmas de Gran Canaria; afgekort tot ULPGC) is een universiteit op Gran Canaria. Ze bestaat uit vijf campussen: vier op Gran Canaria en één op Lanzarote.
De universiteit werd in 1989 opgericht nadat inwoners van Gran Canaria via petities lange tijd hadden aangedrongen op een eigen universiteit op het eiland.